# Chilo pulverosellus
Chilo pulverosellus — вид лускокрилих комах родини вогнівок-трав'янок (Crambidae).

## Поширення
Вид поширений у Південній Європи та Західній Азії. Присутній у фауні України.

## Опис
Довжина переднього крила становить 11-13 мм. Забарвлення крил кремове з численними коричневими лусочками.

## Спосіб життя
Метелики літають з травня по вересень, залежно від місця розташування. Личинки живляться листям кукурудзи, мінуючи його.